# Договір про остаточне врегулювання щодо Німеччини
Договір про остаточне врегулювання щодо Німеччини (нім. Vertrag über die abschließende Regelung in bezug auf Deutschland, англ. Treaty on the Final Settlement with Respect to Germany, фр. Traité portant règlement définitif concernant l'Allemagne), також відомий як «Договір „Два плюс чотири“», «Договір 2 + 4» ( нім. Zwei-plus-Vier-Vertrag,англ. Two Plus Four Agreement, фр. Traité quatre plus deux, Traité deux plus quatre) — державний договір, укладений між Німецькою Демократичною Республікою і Федеративною Республікою Німеччина, а також Францією, СРСР, Великою Британією та США в Москві 12 вересня 1990 року. Вступив в силу 15 березня 1991 року.

## Підготовка до підписання
Договір про остаточне врегулювання щодо Німеччини, також відомий як «Договір про суверенітет», став результатом переговорів у форматі «два плюс чотири», на яких обговорювалися зовнішньополітичні аспекти об'єднання двох німецьких держав: державні кордони, приналежність до зовнішньополітичних блоків, чисельність збройних сил . Принципове рішення про проведення такого роду переговорів було досягнуто на конференції з проблем «відкритого неба», що проходила в Оттаві 13 лютого 1990 року. Переговори у форматі «два плюс чотири» проходили в чотири раунди: 5 травня в Бонні, 22 червня в Берліні, 17 липня в Парижі (з участю Польщі ) і 12 вересня в Москві.
До останнього моменту результат переговорів в Москві залишався під питанням. Після того, як 10 вересня в ході телефонної розмови, що відбулася між президентом СРСР Горбачовим і федеральним канцлером Гельмутом Колем, що викликав численні розбіжності термін виведення радянських військ з НДР був встановлений на кінець 1994 року, хід переговорів стали гальмувати французька та британська сторони . Уряди обох країн припускали, що процес об'єднання Німеччини затягнеться на більш тривалий час з вини радянської сторони. Британський уряд зробив останню спробу сповільнити об'єднавчий процес, зажадавши надати їй після об'єднання Німеччини право на проведення військових навчань на території колишньої НДР. Радянська сторона, як і очікували у Великій Британії, рішуче відкинула цю вимогу. В ході переговорів в ніч з 11 на 12 вересня державному секретарю США Джеймсу Бейкеру на прохання його німецького колеги Ганса-Дітріха Геншера вдалося переконати британську сторону відмовитися від своєї вимоги.
Договором про остаточне врегулювання щодо Німеччини союзники по Другій світовій війні відмовилися від своїх прав щодо Німеччини. Оскільки Договір «Два плюс чотири» був ратифікований всіма його сторонами лише в 1991 році (останній ратифікація договору пройшла в Верховній Раді СРСР 4 березня 1991 року), представники Великої Британії, США, СРСР та Франції виступили 2 жовтня 1990 року в Нью-Йорку із заявою про призупинення своїх прав і обов'язків щодо Берліна та Німеччини в цілому з моменту об'єднання Німеччини до вступу в силу Договору про остаточне врегулювання щодо Німеччини.
Переговори у форматі «Два плюс чотири» для його адептів стали «чудовим зразком дипломатії»: в дуже короткі терміни сторони вирішили проблеми, що існували протягом цілої історичної епохи.

## Основні положення Договору «Два плюс чотири»

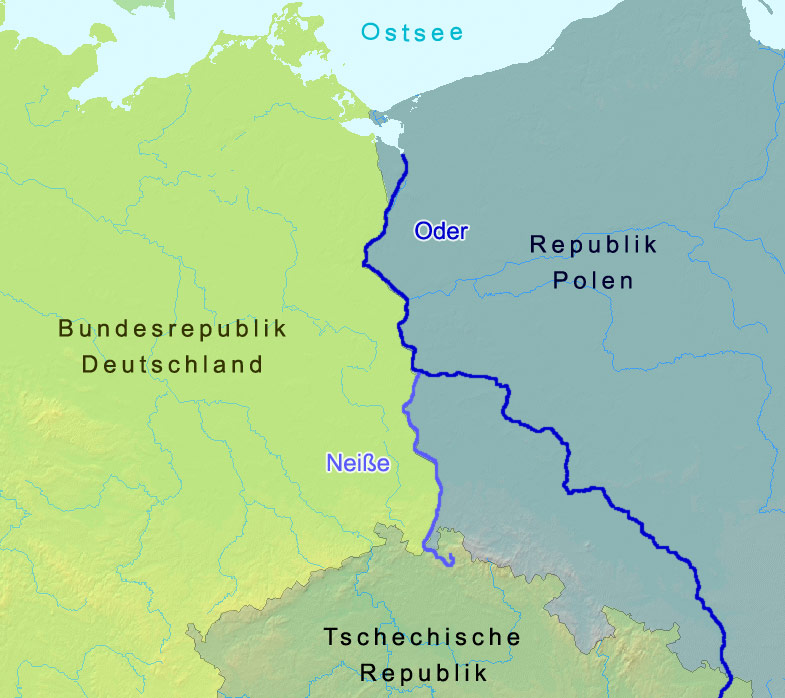
Кордон по Одеру-Нейсі

Договір, що складається з десяти статей, врегулював зовнішньополітичні аспекти об'єднання Німеччини і фактично тим самим взяв на себе роль мирного договору між Німеччиною та державами-переможницями у Другій світовій війні, хоча сторони не випадково уникали такого визначення. Його результатом стало утворення німецької єдності і «повного суверенітету Німеччини над своїми внутрішніми і зовнішніми справами».
- Об'єднана Німеччина включає території Німецької Демократичної Республіки, Федеративної Республіки Німеччини та всього Берліна.
- Її зовнішніми кордонами остаточно стали існували на цей момент кордону Німецької Демократичної Республіки та Федеративної Республіки Німеччини, що означає, що об'єднана Німеччина не має ніяких територіальних претензій до інших держав і не висуватиме таких претензій і в майбутньому.
- Об'єднана Німеччина підтверджує, що з німецької землі буде виходити тільки мир, і відмовляється від виробництва, володіння і розпорядження ядерною, біологічною і хімічною зброєю .
- Збройні сили об'єднаної Німеччини протягом 3–4 років скоротяться до чисельності 370 000 осіб.
- Виведення радянських військ з території колишньої НДР буде завершене до кінця 1994 року.
- Іноземні війська і ядерна зброя або її носії не будуть розміщуватися і розгортатися на території колишньої НДР.
- Припиняється відповідальність чотирьох держав щодо Берліна та Німеччини в цілому і скасовуються всі інститути чотирьох держав, пов'язані з поділом Німеччини.
- Об'єднана Німеччина отримує повний суверенітет над своїми внутрішніми і зовнішніми справами.

Договір про остаточне врегулювання щодо Німеччини підписали:
- від ФРН — міністр закордонних справ ФРН Ганс-Дітріх Геншер,
- від НДР — голова Ради міністрів НДР Лотар де Мезьєр,
- від Франції — міністр закордонних справ Франції Ролан Дюма,
- від СРСР — міністр закордонних справ СРСР Едуард Шеварднадзе,
- від Великої Британії — міністр закордонних справ Великої Британії Дуглас Херд,
- від США — держсекретар США Джеймс Бейкер.